# Rhein-Maas Klinikum
Das Rhein-Maas Klinikum ist 2001 durch die Fusion des Knappschaftskrankenhauses Bardenberg und des Kreiskrankenhauses Marienhöhe in Würselen entstanden. Es ist ein Krankenhaus der Schwerpunktversorgung mit rund 1.550 Mitarbeitern und 570 Planbetten (davon 68 für die Geriatrische Rehabilitation) und akademisches Lehrkrankenhaus der Universität Aachen. Das Rhein-Maas Klinikum gehört  zum Verbund der Knappschaft Kliniken.

## Geschichte
Nach der Fusion am 1. Januar 2001 wurden die Krankenhäuser Bardenberg und Marienhöhe zunächst als Medizinisches Zentrum Kreis Aachen gGmbH zusammengefasst. Diese erste Namensgebung ergab sich, nachdem die Städteregion Aachen, die ebenso wie die Deutsche Rentenversicherung Knappschaft-Bahn-See 50 % der Gesellschaftsanteile hält, Rechtsnachfolgerin des Kreises Aachen wurde. Zum 1. Juli 2017 erfolgte aufgrund des erweiterten Leistungsspektrums des Medizinischen Zentrums eine Umbenennung in Rhein-Maas Klinikum GmbH. Zum Oktober 2018 wurde die Akutmedizin im Nordkreis am Standort Marienhöhe (Mauerfeldchen 25) zentralisiert.
Im Jahre 2003 nahm die kassenärztliche Notfallpraxis ihren Sitz im damaligen Betriebsteil Bardenberg auf. Zu Beginn des Jahres 2007 wurde ein großer Bereich des Ambulanzgebäudes neu eingerichtet, um u. a. mit mehr Raum und höherer baulicher Qualität den gesamten ärztlichen Notdienst für den Nordkreis Aachen abzudecken.
Zusätzlich wurden neue Behandlungsmethoden eingesetzt, u. a. in der Abteilung Urologie seit Juli 2006 der KTP-Laser und das betriebsteilübergreifende Kontinenzzentrum.
2018 wurden aus dem Standort Bardenberg die Abteilungen für Lungenheilkunde und Urologie an den Standort Marienhöhe verlegt und eine neue Notfallpraxis der Kassenärztlichen Vereinigung errichtet.
Die Notfallpraxis in Bardenberg wurde geschlossen. Im Gegenzug entstand in Bardenberg eine psychosomatische Rehabilitationseinrichtung. Ein Hubschrauberlandeplatz befindet sich auf dem 32 m hohen, 2015 eingeweihten Haus C. Der Rettungshubschrauber Christoph Europa 1 fliegt das Rhein-Maas Klinikum als Standortkrankenhaus an.
Ärztlicher Direktor ist Georg Mühlenbruch, Chefarzt der Klinik für Radiologie und Neuroradiologie, Pflegedirektorin ist Beata Fucz-Nowak.

### Geschichte des Knappschaftskrankenhaus Bardenberg

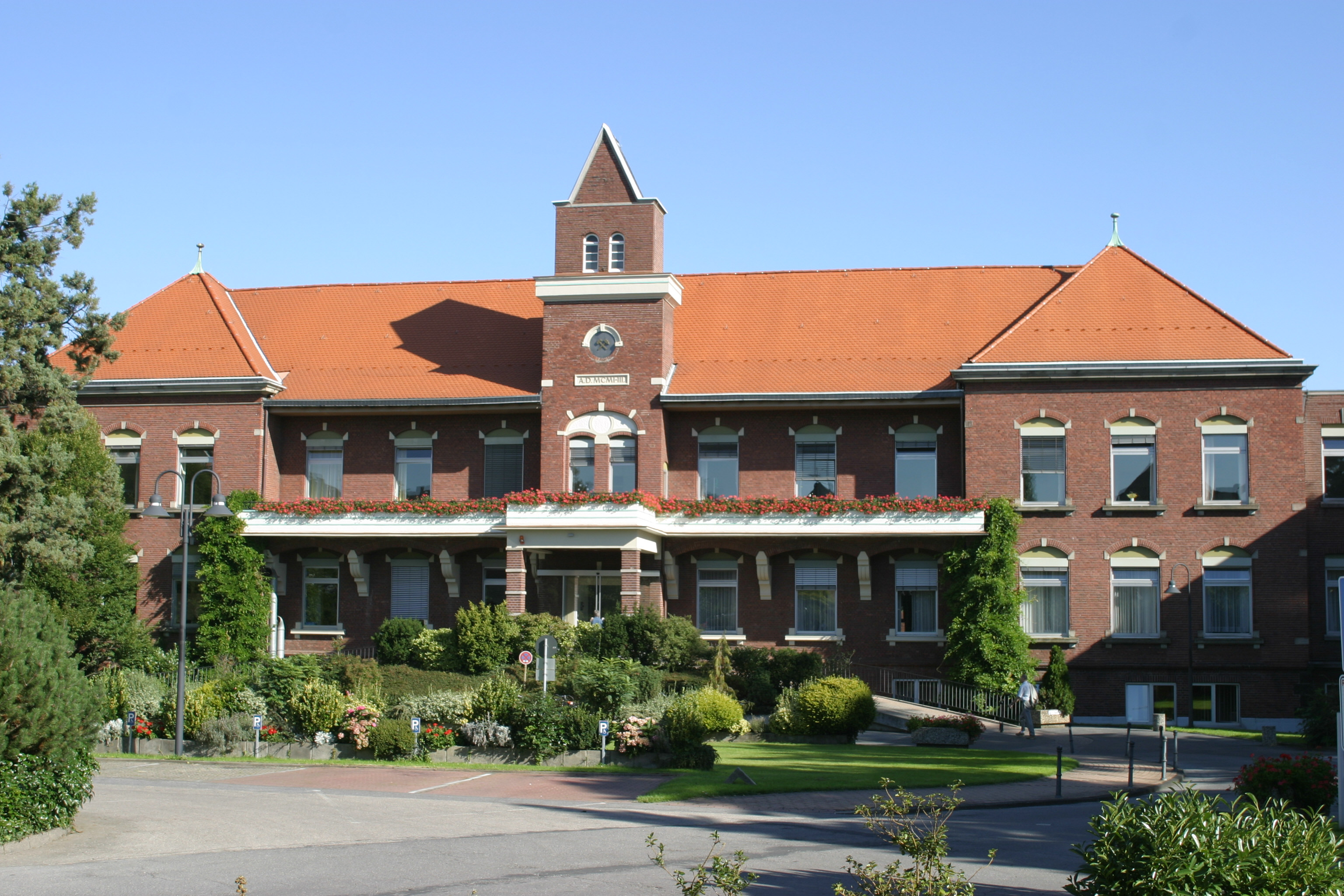
Damaliger Betriebsteil Bardenberg (ca. 2012)

#### 19. Jahrhundert
Bardenberg war geographisches Zentrum des Wurmreviers mit mehreren Kohlegruben. Das Unfallrisiko für die Bergleute war groß; im Zeitraum von 1818 bis 1879 sind 566 tödliche Grubenunfälle im Wurmrevier dokumentiert. Das größte Unglück ereignete sich im Jahre 1834 auf der benachbarten Grube Gouley infolge eines Wasserdurchbruchs, bei dem 63 Menschen den Tod fanden. Dies gab den letzten Anstoß zur Bildung der Wurmknappschaft 1840 und zur Gründung des Knappschaftskrankenhaus Bardenberg am 1. April 1856. Die Wurmknappschaft mietete den früheren Gasthof Kolberg, der zwischenzeitlich als Gaststätte diente, und richtete in diesem Gebäude ein Krankenhaus mit 8 Betten ein. Bereits am Ende des ersten Betriebsjahres wurde die Ausstattung auf 18 Betten erhöht. Die Behandlung der Kranken erfolgte anfangs durch den Wundarzt 1. Klasse Laurenz Xaver Pesch, unterstützt durch einen Pfleger und eine Haushälterin. 1868 kaufte die Wurmknappschaft für 5.000 Taler das gegenüber dem Gasthof gelegene Bauer'sche Anwesen, in dem das Krankenhaus einzog. Die Zimmer waren geheizt, mit Petroleumlampen und Waschgelegenheiten ausgestattet. 19 Patienten – im Bedarfsfalle 28 – fanden Platz. 1878 wurde ein Operationssaal und ein Krankensaal für Schwerverletzte eingerichtet. Bettenplätze für 40 meist unfallchirurgisch zu versorgende Patienten waren nun vorhanden. Entstanden war das erste Unfallkrankenhaus der Welt. Seit 1899 wurden auch Familienangehörige in die Krankenfürsorge einbezogen und konnten ebenso wie auch nicht knappschaftlich Versicherte aufgenommen werden.

#### 20. Jahrhundert
Mit dem steigenden medizinischen Fortschritt und der verbesserten Operationsmethoden war ein Krankenhausneubau dringend erforderlich. Am 12. Oktober 1901 wurde der Grundstein zum jetzigen Krankenhausgebäude gelegt. Eingeweiht wurde das neue Krankenhaus am 1. Juni 1904. Das Bauer'sche Anwesen wurde 1928 abgerissen, diente zuletzt als Schwesternwohnheim und vorher der Wurmknappschaft als Verwaltungsgebäude, bis sie ab 1. Januar 1924 in Aachener Knappschaft umbenannt wurde und 1926 nach Aachen in die Monheimsallee 22–24 umzog. Das Krankenhaus war hochmodern ausgestattet, besaß bei Inbetriebnahme 72 Betten, einen großen Operationstrakt, Röntgengeräte, Massage- und Bäderbereiche, Aufzüge, zahlreiche Telefonanschlüsse, Labor, Heizungsanlagen, Küche, Wäscherei und weitere Einrichtungen. Die pflegerische Betreuung sowie die betriebliche Organisation erfolgte durch Ordensschwestern der Franziskanerinnen von der Heiligen Familie. Ihre Zahl stieg in den Jahren 1904 bis 1938 von 14 auf 70 Schwestern. 1911 wurde die nächste Erweiterung durchgeführt; es konnten nunmehr 182 Patienten stationär aufgenommen werden. Bauliche Veränderungen erfolgten ab 1928. Die Bettenzahl stieg auf 370. Im Jahr 1931 wurden eine Frauenabteilung und zwei große Krankensäle für Kinder eröffnet. Das Krankenhaus versorgte sich weitgehend selbst. Seit 1895 bestand eine Gärtnerei mit eigenen Gemüsegärten, Obstplantagen und Gewächshäusern. Ca. 100 Schweine, bis zu 500 Legehennen und 1000 Junghennen wurden hier noch bis in die 1970er Jahre gehalten.
Das Krankenhaus blieb zwar von Kriegsschäden relativ verschont, der Betrieb erfolgte dennoch unter schwierigsten Bedingungen. Operationen wurden im Kellergeschoss durchgeführt. Dort fanden auch die Geburten statt – bei Stromausfall im Karbidlampenlicht. Am 8. Oktober 1944 übernahmen die Amerikaner das Krankenhaus und zahlreiche amerikanische Verwundete wurden erstversorgt. Weiterhin durften in den Kellerräumen Zivilisten behandelt werden. Dort suchte ein Großteil der Bevölkerung Schutz vor Luftangriffen. Das Knappschaftskrankenhaus war im Winter 1944/1945 das einzige Krankenhaus im Aachener Raum, das noch für die medizinische Versorgung der Zivilbevölkerung zur Verfügung stand.
Nach dem Krieg und nach den Instandsetzungsarbeiten erlebte das Haus eine neue Blütezeit. Ein Verwaltungsgebäude, die Medizinische Untersuchungsstätte der Aachener Knappschaft und ein neues Personalhaus entstanden. Die Bettenzahl stieg im Jahre 1955 auf 623. Ab 1950 waren neben den Franziskanerinnen auch Pflegerinnen vom Bund freier Schwestern tätig. Personalmangel in den 1970er Jahren führte dazu, dass Pflegepersonal aus den Philippinen eingestellt wurde. Bauliche Veränderungen waren ab Mitte der 1950er Jahre die Neugeborenenabteilung, die chirurgische Ambulanz und die Röntgenabteilung. 1959 wurde das 30 Meter hohe, jetzt denkmalgeschützte Ambulanzgebäude fertiggestellt. Die operativen Einrichtungen entwickelten sich von drei Operationssälen 1955 auf 12 Säle im Jahre 1980. 1977 wurde das Knappschaftskrankenhaus akademisches Lehrkrankenhaus der RWTH Aachen.
In den 1920er Jahren wurden eine innere und eine gynäkologische Abteilung eingerichtet. Es folgten ab 1950 die Neurologie, die Orthopädie (bis 1981), die Urologie, die Radiologie und die Anästhesie. Das diagnostische Spektrum und die operativen Möglichkeiten entsprachen dem jeweils aktuellen Stand der Medizin; Nuklearmedizin, Sonographie, Angiographie und Labordiagnostik sowie eine Krankenhausapotheke ergänzten das Behandlungsangebot. In den 1990er Jahren wurde eine Schlaganfallstation (Stroke Unit) im Bereich der Neurologie eingerichtet.

#### 21. Jahrhundert
Zum Zeitpunkt der Fusion 2001 mit dem Kreiskrankenhaus Marienhöhe zum Medizinischen Zentrum Kreis Aachen gGmbH bot das Knappschaftskrankenhaus Bardenberg 402 Betten, acht Fachabteilungen und eine Pathologie. Im Herbst 2018 zogen die letzten verbliebenen Kliniken ans Mauerfeldchen 25. Damit wurde die Akutmedizin im Nordkreis der StädteRegion Aachen zentralisiert. Im historischen Gebäude am Dr.-Hans-Böckler-Platz befindet sich inzwischen eine Fachklinik für psychosomatische Rehabilitation.

#### Personalia
Medizinisch war das Knappschaftskrankenhaus Bardenberg stets auf hohem Niveau. Dafür sorgte nach dem Wundarzt Pesch der Chirurg Josef Quadflieg, der das Haus von 1904 bis 1919 leitete. Mathias Schmitz war ebenfalls Chirurg, richtete überdies die Gynäkologie und eine innere Station ein und war von 1919 bis 1950 leitender Krankenhausarzt. Sein Nachfolger war Alfons Herink, der als Chirurg auch neurochirurgisch tätig war, gefolgt ab 1974 von Kristian Lüders. Leiter der Chirurgie wurde ab 1976 Wilfried Vogel, der auch das Amt des Ärztlichen Direktors von 1976 bis 2001 innehatte. Unter seiner Leitung wurde das chirurgische Spektrum erheblich erweitert und auf die Bereiche Bauchorgane, Thorax, Gefäß- und Unfallchirurgie ausgedehnt. Jährlich wurden zwischen 3.500 und 4.000 chirurgische Eingriffe durchgeführt. Nachfolger als ärztlicher Direktor – fortan zuständig für beide Betriebsteile – wurde Hans Walter Staudte bis Ende 2005. anschließend wurde Ingo Krüger ärztlicher Direktor, dem der Chefarzt der Neurologischen Klinik, Christoph Kosinski, folgte. Aktuell ist Georg Mühlenbruch der Ärztliche Direktor.
Die Verwaltung wurde anfangs nebenbei von einem Bergrevierbeamten mit erledigt. Von 1912 bis 1934 wurde mit Oberinspektor Peter Dreßen von der Wurmknappschaft ein erster Verwaltungsleiter eingesetzt. Sein Nachfolger war Verwaltungsrat Hubert Wenn, der dieses Amt von 1934 bis 1968 wahrgenommen hatte. Ihm folgte 1968 bis 1991 Franz Spiertz. Letzter Verwaltungsdirektor des Knappschaftskrankenhauses war von 1991 bis 2001 Volker Brucksch.

### Geschichte des Kreiskrankenhauses Marienhöhe

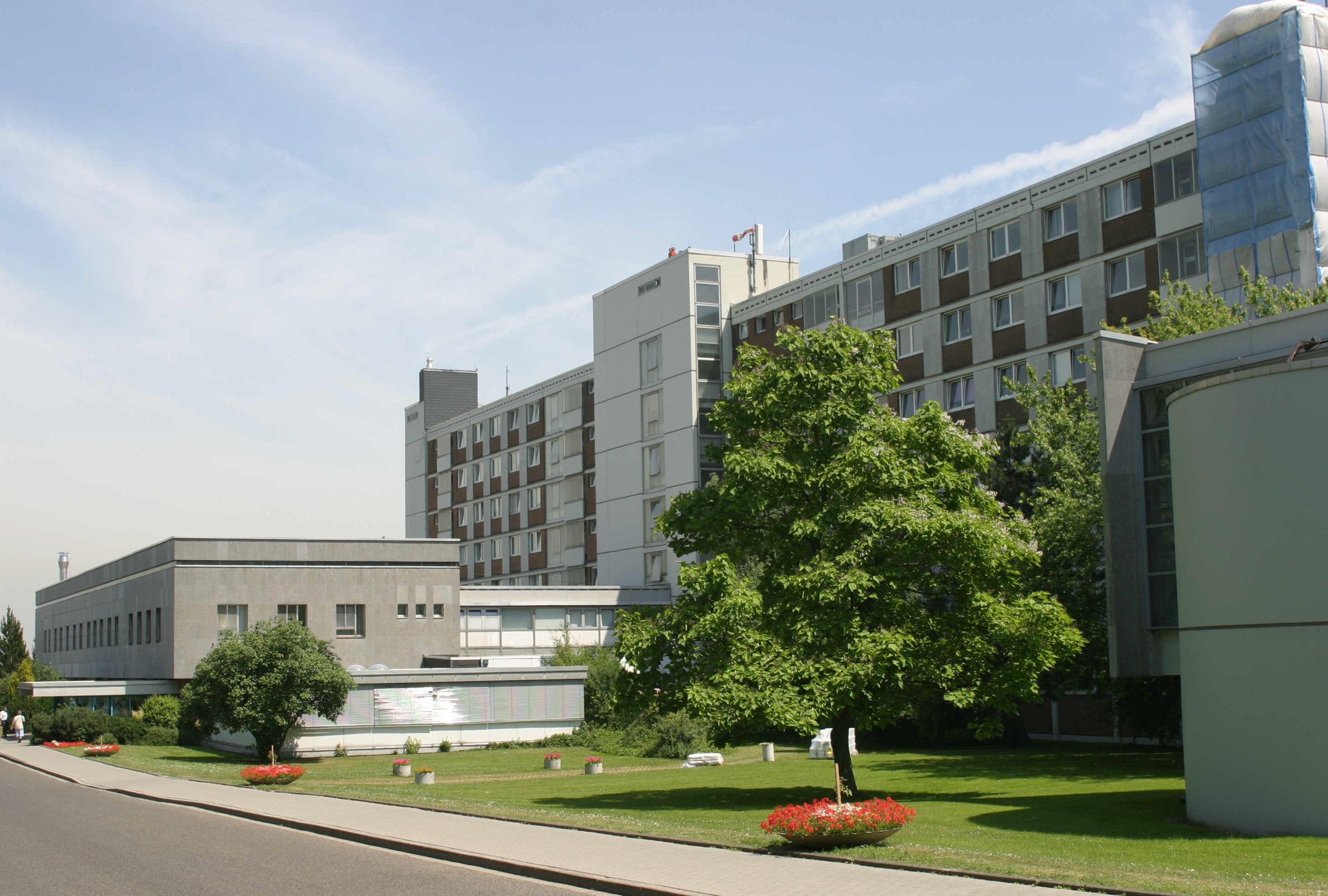
Betriebsteil Marienhöhe, Vorderansicht

Erste Überlegungen zur Gründung eines Kreiskrankenhauses wurden bereits Ende des 19. Jahrhunderts vom Kreistag erwogen. Da die Finanzierungsmöglichkeiten nicht vorhanden waren, wurde die Umsetzung wiederholt zurückgestellt. Die letzte Planungsphase stammt aus den 1950er Jahren und führte schließlich dazu, dass am 1. Mai 1967 das Kreiskrankenhaus Marienhöhe, erbaut von dem Aachener Bauunternehmen Grünzig GmbH, in Betrieb genommen werden konnte. Nun konnte der Bedarf an Krankenhausbetten im nördlichen Kreisgebiet gedeckt werden. Das neue Krankenhaus wies 420 Planbetten aus. Verwaltung, Bewirtschaftung und Pflege oblag dem Säkularinstitut der Schönstätter Marienschwestern. Ein Kuratorium, bestehend aus Mitgliedern des Säkularinstituts der Schönstätter Marienschwestern und Vertretern des Landkreises Aachen war für die Leitung des Hauses verantwortlich.
Seit der Inbetriebnahme hat das Kreiskrankenhaus Marienhöhe eine über die Region hinausweisende Bedeutung erworben, besonders durch die Abteilung Orthopädie, Rheumaorthopädie und der ersten eigenständigen Anästhesieabteilung im Raum Aachen. Bereits 1974 stationierte der Kreis Aachen einen der ersten Rettungshubschrauber Deutschlands am Krankenhaus.
1978 wurde das Kreiskrankenhaus akademisches Lehrkrankenhaus der RWTH Aachen.
In den 1980er Jahren wurde die Unfallchirurgie sehr erfolgreich ausgebaut. Es folgte in den 1990ern die Geriatrie. In einem großzügigen Anbau wurde die geriatrische Tagesklinik eingerichtet, 2000 in einem ersten Bauabschnitt, in ihrer endgültigen Gestalt seit März 2006. Im Jahr 2012 wurde der Grundstein für den Erweiterungsbau gelegt. Dieser konnte ab Oktober 2014 zum Teil bezogen werden.

## Fachabteilungen
- Akutgeriatrie und Geriatrische Rehabilitation
- Allgemein-, Viszeral- und Minimalinvasive Chirurgie
- Anästhesie, Intensiv- und Notfallmedizin
- Gefäßchirurgie
- Innere Medizin und Gastroenterologie
- Internistische Rheumatologie
- Kardiologie, Nephrologie und Internistische Intensivmedizin
- Lungenheilkunde und Beatmungsmedizin
- Neurologie
- Radiologie und Neuroradiologie
- Schmerztherapie und Palliativmedizin
- Unfallchirurgie, Allgemeine Orthopädie und Endoprothetik
- Urologie und Kinderurologie
- Wirbelsäulenchirurgie, Neurochirurgie und Spezielle Orthopädie
- Zentrale Notaufnahme und Aufnahmestation